# Риттерсгауз, Фридрих Эмиль

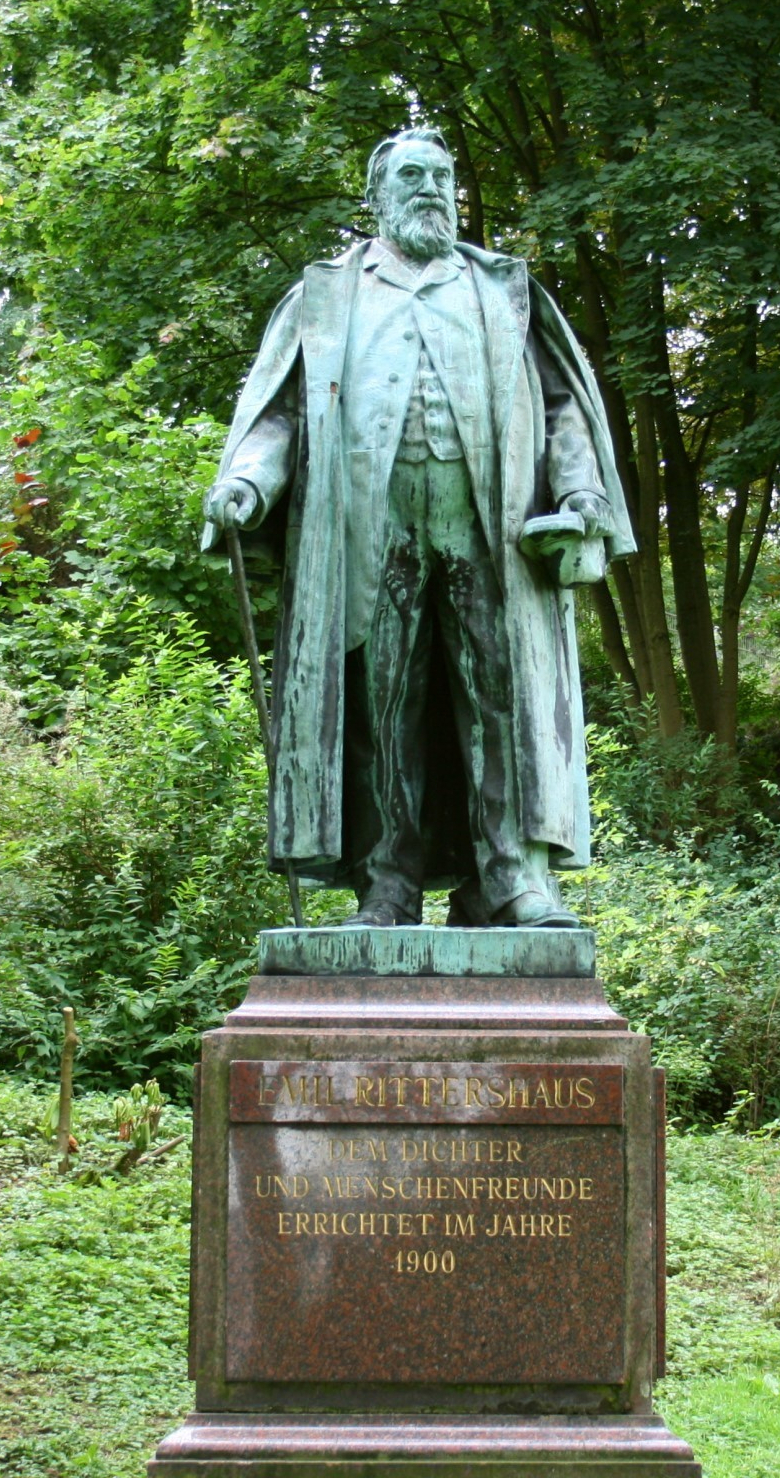
Памятник поэту Ф. Риттерсгаузу в г. Вуппертале

Фридрих Эмиль Риттерсгауз (нем. Emil Rittershaus; 3 апреля 1834, Бармен (ныне Вупперталь Северный Рейн-Вестфалия) — 8 марта 1897, там же) — немецкий лирический поэт и прозаик.

## Биография
Сын фабриканта; занимался в Бармене торговлей металлоизделиями, владел несколькими страховыми компаниями.
Много путешествовал по Европе, главным образом, в Нидерланды, Швейцарию, по Германии.
Общался со многими представителями немецкой культуры, среди них, поэтами Ф. Фрейлигратом и Э. Гейбелем, вёл переписку с А. Гофманом фон Фаллерслебеном.
Сотрудничал с редакциями литературных журналов. Был членом Ассоциации немецких писателей (в 1973—1990 годах — Союз писателей ГДР).
Член масонской ложи «Вестфальский лев» (Zum Westfälischen Löwen).

## Творчество
Автор ряда стихов, рассказов и романов. Наиболее известным произведением Ф. Риттерсгауза является «Песня Вестфалии» (1868, «Westfalenlied»), гимн Вестфальской культуры.
Стихотворения Ф. Риттерсгауза, прекрасные по форме, отличаются серьёзностью мысли и свежестью чувства.

## Избранные сочинения
- «Gedichte» (Эльберфельд, 1856; 8 изд., Бреславль, 1891),
- «Freimaurerische Dichtungen» (Лейпциг, 1870; 4 изд., 1893),
- «Neue Gedichte» (Лейпциг, 1871; 5 изд., 1886),
- «Zur Sedanfeier» (1875),
- «Für Oberschlesien» (1880),
- «Am Rhein und beim Wein» (Лейпциг, 1884; 3 изд., 1893),
- «Buch der Leidenschaft» (Ольденбург, 1886; 4 изд., 1889),
- «Aus den Sommertagen» (Ольденбург, 1886; 4 изд., 1889),
- «In Bruderliebe und Brudertreue» (Лейпциг, 1893),
- «Spruchperlen heiterer Lebenskunst» (Берлин, 1893).

## Память
- В общественном парке Вупперталя установлен памятник Ф. Риттерсгаузу в натуральную величину, ещё один памятник — в Мендене.
- Несколько улиц и площадей в Германии носят имя поэта.